# N849 (België)
De N849 is een gewestweg in de Belgische provincies Luxemburg en Namen. Deze weg vormt de verbinding tussen Saint-Hubert (N89 E46) en Jemelle (N86).
De totale lengte van de N849 bedraagt ongeveer 22 kilometer.

## Plaatsen langs de N849
- Saint-Hubert
- Mormont
- Masbourg
- Forrières
- Jemelle